# Trioxid uhlíku
Trioxid uhlíku (CO3) je jedním z oxidů uhlíku, který je v něm přítomen v oxidačním čísle +IV, což je nejvyšší možné oxidační číslo uhlíku (uhlík zde nemá oxidační číslo +VI). Je nestabilní a existuje ve třech izomerech, označovaných jako Cs, D3h a C2v (označení podle grup symetrií, ve kterých se od sebe liší). Poslední ze zmíněných izomerů (C2v), který je na obrázku vpravo, lze podle organického názvosloví nazvat také dioxiran-3-on.
Velmi rychle se všechny izomery ovšem rozpadají na oxid uhličitý a kyslík podle následující rovnice:
2 CO3 → 2 CO2 + O2.

## Příprava
Připravuje se reakcí oxidu uhličitého CO2 s atomárním kyslíkem O• za velmi vysoké teploty.
Také se připravuje fotolýzou ozonu O3 v kapalném oxidu uhličitém CO2, nebo v jeho směsi s fluoridem sírovým SF6 nebo reakcí oxidu uhelnatého CO a molekulárního kyslíku O2.